# A Factory Sample
A Factory Sample es un EP doble de 7 pulgadas que fue el primer disco del sello Factory Records de Mánchester, Inglaterra. Fue lanzado el 24 de diciembre de 1978 y contenía canciones de las bandas post-punk Joy Division y The Durutti Column (de cuya banda este EP era debut discográfico), de la banda synthpop Cabaret Voltaire y del comediante birminghense John Dowie. También es el primer disco del sello producido por el aclamado productor mancuniano Martin "Zero" Hannett (acreditado en el EP como Martin Zero).

## Detalles
Este EP fue el segundo material discográfico realizado por Joy Division. La canción "Glass" fue incluida para el compilatorio póstumo de la banda, Still, de 1981.
Éste sería el primer material discográfico realizado por The Durutti Column y el único en su casi toda su alineación original. Poco antes de la grabación del EP, el cantante original Phil Rainford fue echado, mientras que el resto, compuesto por los guitarristas Vini Reilly y Dave Rowbotham, el bajista Tony Bowers y el baterista Chris Joyce grabó su parte en el EP acompañados de Colin Sharp, un amigo de Zero, en reemplazo de Rainford. Por la época del lanzamiento del EP, la banda quedaba solamente compuesta por Reilly, y años después Bruce Mitchell, quien tocó en este disco para John Dowie, se le uniría. Rowbotham, Bowers y Joyce, formaron The Mothmen, y, luego, los dos últimos alcanzarían éxito con Simply Red.

## Contenido

### Lado A
1. "Digital" (Curtis, Hook, Morris, Sumner)
2. "Glass" (Curtis, Hook, Morris, Sumner)

### Lado B
1. "No Communication" (The Durutti Column)
2. "Thin Ice (Detail)" (The Durutti Column)

### Lado C
1. "Acne" (Dowie)
2. "Idiot" (Dowie)
3. "Hitler's Liver" (Dowie)

### Lado D
1. "Baader Meinhof" (Cabaret Voltaire)
2. "Sex In Secret" (Cabaret Voltaire)

## Personal

### Joy Division
- Ian Curtis: voz
- Peter Hook: bajo
- Bernard Sumner: guitarra
- Stephen Morris: batería

### The Durutti Column
- Colin Sharp: voz
- Vini Reilly: guitarra
- Tony Bowers: bajo
- Dave Rowbotham: guitarra
- Chris Joyce: batería
- Stephen Hopkins: teclados

### John Dowie
- Vince Scream & The Pipers: coro
- Ged Green: bajo
- Bruce Mitchell: batería
- Simon "Immobility" White: guitarras primera y rítmica

### Producción
- Martin Zero (Lados A y B)
- Laurie Latham (Lado A y B)
- C.P. Lee (Lado C)
- Cabaret Voltaire (Lado D)

### Diseño
- Peter Saville